# 27267 Wiberg
27267 Wiberg è un asteroide della fascia principale. Scoperto nel 1999, presenta un'orbita caratterizzata da un semiasse maggiore pari a 2,3472645 UA e da un'eccentricità di 0,1155260, inclinata di 9,13187° rispetto all'eclittica.